# Brassac, Tarn-et-Garonne

Brassac este o comună în departamentul Tarn-et-Garonne din sudul Franței. În 2009 avea o populație de 261 de locuitori.

## Evoluția populației
| An        | 1975 | 1982 | 1990 | 1999 | 2006 | 2009 |
| --------- | ---- | ---- | ---- | ---- | ---- | ---- |
| Populație | 315  | 307  | 261  | 248  | 263  | 261  |